# Schizoprymnus admirabilis
Schizoprymnus admirabilis är en stekelart som beskrevs av Papp 1991. Schizoprymnus admirabilis ingår i släktet Schizoprymnus och familjen bracksteklar. Inga underarter finns listade i Catalogue of Life.